# Zelotes subaeneus
Zelotes subaeneus är en spindelart som först beskrevs av Simon 1886.  Zelotes subaeneus ingår i släktet Zelotes och familjen plattbuksspindlar.
Artens utbredningsområde är Senegal. Inga underarter finns listade i Catalogue of Life.